# Александра Дулгеру
Александра Дулгеру  (на румънски: Alexandra Dulgheru) (често неправилно изписвана като Дюлгеру) е професионална тенисистка от Румъния. Тя започва да тренира активно тенис на 4-годишна възраст. Нейната по-голяма сестра Бианка също е тенисистка.
Младата румънка прави впечатление още с първите си появи на корта. През 2006 г. поднася сензацията в юношеския формат на турнира „Уимбълдън“, в който достига до четвъртфиналната фаза, където е елиминирана от друга новоизгряваща звезда – австрийката Тамира Пашек с резултат 4:6, 4:6. На същия турнир играе и във финалната среща по двойки, където е победена заедно със своята украинска партньорка Кристина Антоничук от руския дует Алиса Клейбанова и Анастасия Павлюченкова.
В професионалната си кариера Александра Дулгеру има спечелени четири финала от календара на Международната тенис асоциация (ITF). Първия финал тя печели пред родна публика в Букурещ, където на 15 май 2005 г., побеждава своята сънародничка Лиана-Габриела Унгур с резултат 6:2, 6:2. Втората си титла печели през 2009 г., когато надиграва чешката тенисистка Сандра Захлавова на турнира в Бари с 6:4, 6:4. На 20 септември 2009 г., румънката печели турнира „Алианц Къп“ в София, на който отстранява италианската ветеранка Татяна Гарбин с резултат 6:7, 7:5, 5:1. Четвъртата си титла Александра Дулгеру печели на 10 октомври 2009 г., на турнира в ливанския град Юниех, побеждавайки словашката тенисистка Зузана Кучова с 3:6, 6:3, 6:4.
На 23 май 2009 г., Александра Дулгеру печели своята първа титла от тенис турнир, принадлежащ към календара на Женската тенис асоциация (WTA). Това се случва по време на турнира „Варшава Оупън“, където румънката побеждава в първия кръг своята сънародничка Агнеш Сатмари, за да достигне до четвъртфиналната фаза, в която надиграва италианската представителка Сара Ерани с резултат 6:4, 6:3. В полуфиналната среща румънската тенисистка отстранява утвърдено име в съвременния тенис като Даниела Хантухова с 6:4, 6:7, 6:1, за да достигне и до финалния етап, където побеждава украинката Альона Бондаренко със 7:6, 3:6, 6:0.
На 22 май 2010 г. печели своята втора титла на сингъл от турнирите, провеждани под егидата на Женската тенис асоциация (WTA). Във финалната среща на турнира „Полсат Варшава Оупън“, румънската тенисистка надиграва китайката Дзие Джън с резултат 6:3, 6:4.